# Lyoni Florus
Lyoni Florus (latinul: Florus Lugdunensis) (810 körül - 860 körül) diakónus, Agobard tanítványa. 
Korának kiemelkedő elméje volt, amit az is jelez, hogy tudott valamennyit görögül, ami a korban már nem volt 
általános. Ő irányította a lyoni másolóműhelyt, ami számos ókori kéziratot örökített meg az utókor számára, így
például Szent Iréneusz Adversus Hæreses, valamint Ruspei Szent Fulgentius Contra Fabianum című művét. Nevéhez fűződik az Ó- és Újszövetség legkorábbról fennmaradt nyugat-európai görög nyelvű szövegének a létrehozása is (Codex Claramontanus, Codex Bezae Cantabrigiensis)
Florus maga is számos művet hagyott hátra. Magyarázatokat írt a páli levelekhez, valamint részt vett kora lyoni közéletében is. Agobard híveként szembeszállt annak kinevezett utódjával, Amalariusszal - ennek kapcsán írt egy értekezést arról, hogyan kell a püspököket kinevezni, valamint eretnekséggel vádolta Amalariust annak liturgiai reformja kapcsán. Kiemelkedő tudással rendelkezett Szent Ágoston írásaival összefüggésben, emiatt egyrészt meg tudta cáfolni egyes szent Ágostonnak tulajdonított írások autenticitását, másfelől pedig állás tudott foglalni a predesztenició kérdésében Orbais-i Gottschalk védelmében.

## Fordítás
- Ez a szócikk részben vagy egészben  a   Florus de Lyon című francia Wikipédia-szócikk ezen változatának fordításán alapul.  Az eredeti cikk szerkesztőit annak laptörténete sorolja fel. Ez a jelzés csupán a megfogalmazás eredetét és a szerzői jogokat jelzi, nem szolgál a cikkben szereplő információk forrásmegjelöléseként.